# Flowood
Flowood è una città (city) degli Stati Uniti d'America, situata nella contea di Rankin, nello Stato del Mississippi.